# Ophiocolea floribunda
Ophiocolea floribunda là một loài thực vật có hoa trong họ Chùm ớt. Loài này được (Bojer ex Lindl.) H.Perrier mô tả khoa học đầu tiên năm 1938.